# Enter the Matrix
Enter the Matrix foi o primeiro videojogo baseado na Trilogia Matrix. Foi desenvolvida pela Shiny Enternaiment e publicada pela Atari. Foi o primeiro jogo baseado na série de filmes Matrix. Sua história é concomitante com a de The Matrix Reloaded, e apresenta mais de uma hora de imagens originais, dirigidas por The Wachowskis e estrelando o elenco da trilogia do filme, produzido para o jogo. Vendeu 1 milhão de cópias em seus primeiros dezoito dias de lançamento, 2,5 milhões nas primeiras seis semanas e, finalmente, 5 milhões de cópias. O sucesso levou o jogo a ser relançado para várias marcas de consoles, com a versão para PC chegando à versão em DVD-ROM.

## Visão geral
Lançado em 15 de Maio de 2003, mesmo dia da estréia de Matrix Reloaded, Enter the Matrix dá ao jogador o controle de Niobe ou Ghost, membros do mesmo grupo que Morpheus, Trinity e Neo (Matrix). Niobe é a capitã da nave Logos; já Ghost é o especialista em armas, e é um assassino. Os eventos desse jogo ocorrem ao mesmo tempo que Matrix Reloaded. Como no filme, o jogo conta com artes marciais, tiroteios, e câmera lenta. Também vem com um sistema de hacking que simula a habilidade de invadir a Matrix, em um sistema que imita o DOS; com ele, o jogador pode destravar segredos, armas, etc.

## Conexão com os filmes
Como Animatrix, Enter the Matrix foi feito para ser parte integral da franquia Matrix. Muitos outros filmes tornaram-se jogos, mas nesse caso, o jogo expande a história contada no filme.

## Sinopse
A tripulação de "Osiris" tem uma importante missão: entregar uma mensagem vital para Zion, porém eles não contavam com a interferência dos sentinelas enviadas pela Matrix.

## As personagens
Junto com Niobe e Ghost, existem numerosas personagens em Enter The Matrix.